# 京都府道367号常照寺上台線
京都府道367号常照寺上台線（きょうとふどう367ごう じょうしょうじかみだいせん）は、京都府京都市右京区を通る一般府道である。

## 概要
京都市右京区京北井戸町にある紅葉の名所常照皇寺から麓へのわずかな府道。

### 路線データ
- 起点：京都市右京区常照寺[注釈 1][1]（常照皇寺門前[2]）
- 終点：京都市右京区京北井戸町上台[注釈 2][1]（井戸交差点、国道477号交点、京都府道61号京都京北線上[3]）
- 重要な経過地：なし[1]

## 歴史
本路線は、道路法（昭和27年法律第180号）第7条の規定に基づいた京都府の一般府道として1959年（昭和34年）に京都府が初めて認定した282路線のうちの1つである。

### 年表
- 1959年（昭和34年）12月18日 - 京都府が常照寺上台線（北桑田郡京北町常照寺 - 同郡同町大字井戸小字上台、整理番号140号）として府道路線認定[4]。
- 1994年（平成6年）4月1日 - 京都府が路線番号を再編（路線認定の一部改正）し、終点を北桑田郡京北町大字井戸小字上台に修正し、整理番号を一般地方道367号に変更[1]。

## 路線状況

### 重複区間
- 京都府道61号京都京北線（京都市右京区京北井戸町・京都市京北井戸町・井戸交差点（終点））

## 地理

### 通過する自治体
- 京都府
  - 京都市（右京区）

### 交差する道路
| 交差する道路                                  | 交差する場所 | 交差する場所      |
| --------------------------------------------- | ------------ | ----------------- |
| 京都府道61号京都京北線 重複区間起点           | 京北井戸町   |                   |
| 国道477号 京都府道61号京都京北線 重複区間終点 | 京北井戸町   | 井戸交差点 / 終点 |

### 沿線
- 常照皇寺